# Hachirō Arita
Hachirō Arita (有田 八郎?, Hachirō Arita; Sado (città), 22 settembre 1884 – Tokyo, 4 marzo 1965) è stato un politico e diplomatico giapponese ed ha ricoperto per tre mandati l'incarico di ministro degli affari esteri dell'Impero del Giappone. È considerato l'ideatore della Sfera di co-prosperità della Grande Asia orientale.

## Biografia
Hachirō Arita nacque sull'isola di Sado, nella prefettura di Niigata. Dopo essersi laureato nel 1909 alla facoltà di giurisprudenza della Università imperiale di Tokyo entrò nel Ministero degli affari esteri del Giappone, dove ricoprì il ruolo di esperto di affari asiatici. Arita fece parte della delegazione nipponica durante la conferenza di pace che portò alla sottoscrizione del Trattato di Versailles nel 1919. Nelle prime fasi della propria carriera prestò anche servizio presso i consolati giapponesi di Mukden e di Honolulu. Fu poi ambasciatore in Austria nel 1930. Tornato in patria nel 1932 fu vice-ministro degli affari esteri, ma tale incarico non durò a lungo perché nel 1933 fu nominato ambasciatore in Belgio.
Arita diventò ministro degli affari esteri nel governo del Primo Ministro Fumimaro Konoe nel 1936, e ricoprì questa carica anche sotto i governi di Kiichirō Hiranuma e di Mitsumasa Yonai. Fu anche membro della Camera dei pari nella Dieta nazionale del Giappone a partire dal 1938. Nel 1938 fu uno dei partecipanti alla Conferenza dei cinque ministri, nella quale fu varato il Piano Fugu.
Arita era contrario al Patto tripartito, e cercò a lungo di promuovere relazioni amichevoli tra il Giappone e gli Stati Uniti. Tuttavia, data la crescente influenza dei vertici delle forze armate sulla politica giapponese, si trovò costretto a vari compromessi, e alla fine dovette abbandonare il proprio incarico ministeriale. Dopo la guerra Arita tornò alla politica e nel 1953 venne eletto nella Camera dei rappresentanti. Sia nel 1955 che nel 1959 si candidò a governatore di Tokyo, ma in entrambe le elezioni non ebbe successo. Morì nel 1965, ed è sepolto al cinmitero di Tama (Fuchū, Tokyo).

## Vita privata
Arita era una figura politica molto nota nel proprio paese. I suoi adulteri con ragazze che lavoravano in un night club di Ginza ispirò il romanzo Utage no ato (宴のあと?, Dopo il banchetto), scritto da Yukio Mishima. Dopo la sua pubblicazione, avvenuta nel 1960, Arita denumciò Mishima per violazione della privacy. La Corte distrettuale di Tokyo si espresse a favore di Arita nel 1963, con una sentenza che in Giappone fu la prima a riconoscere la tutela del diritto alla riservatezza per una personalità pubblica.